# Sune Svanberg
Sune Svanberg, född 1 januari 1943 i Trollhättan, är en svensk fysiker tillika professor i atomfysik vid Lunds tekniska högskola sedan 1980. 
Svanberg disputerade vid Göteborgs Universitet 1972 med doktorsavhandlingen Determination of Atomic and Nuclear Properties by the Optical Double Resonance and Level Crossing Methods. Hans forskning omfattar grundläggande atomfysik och laserspektroskopi, interaktioner mellan högintensiva optiska fält och materia samt tillämpningar av laserteknik och spektroskopi inom miljömätteknik och medicin. Han sitter i ett flertal bolagsstyrelser, akademiska kommittéer och styrelser. 
1980 blev Svanberg invald som ledamot av Kungliga Fysiografiska Sällskapet i Lund, 1988 som ledamot av Ingenjörsvetenskapsakademin och 1991 som ledamot av Kungliga Vetenskapsakademien. Han var även 1998-2006 ledamot av Vetenskapsakademiens Nobelkommitté för fysik.

### Fotnoter
1. ↑  Sune Svanberg CV Atomic Physics, Faculty of Engineering, LTH. Hämtad 2015-08-31.